# Central European Distribution Corporation
Central European Distribution Corporation (CEDC) – amerykańska spółka akcyjna. Największy producent wódki na świecie.
Na polskim rynku według danych z 2022 była liderem z udziałem 47%. CEDC jest właścicielem takich marek jak Żubrówka, Soplica, Absolwent i Bols.
Od 2013 należała do grupy kapitałowej Russian Standard Group. Od lutego 2022 należy do firmy Maspex.